# Tachia

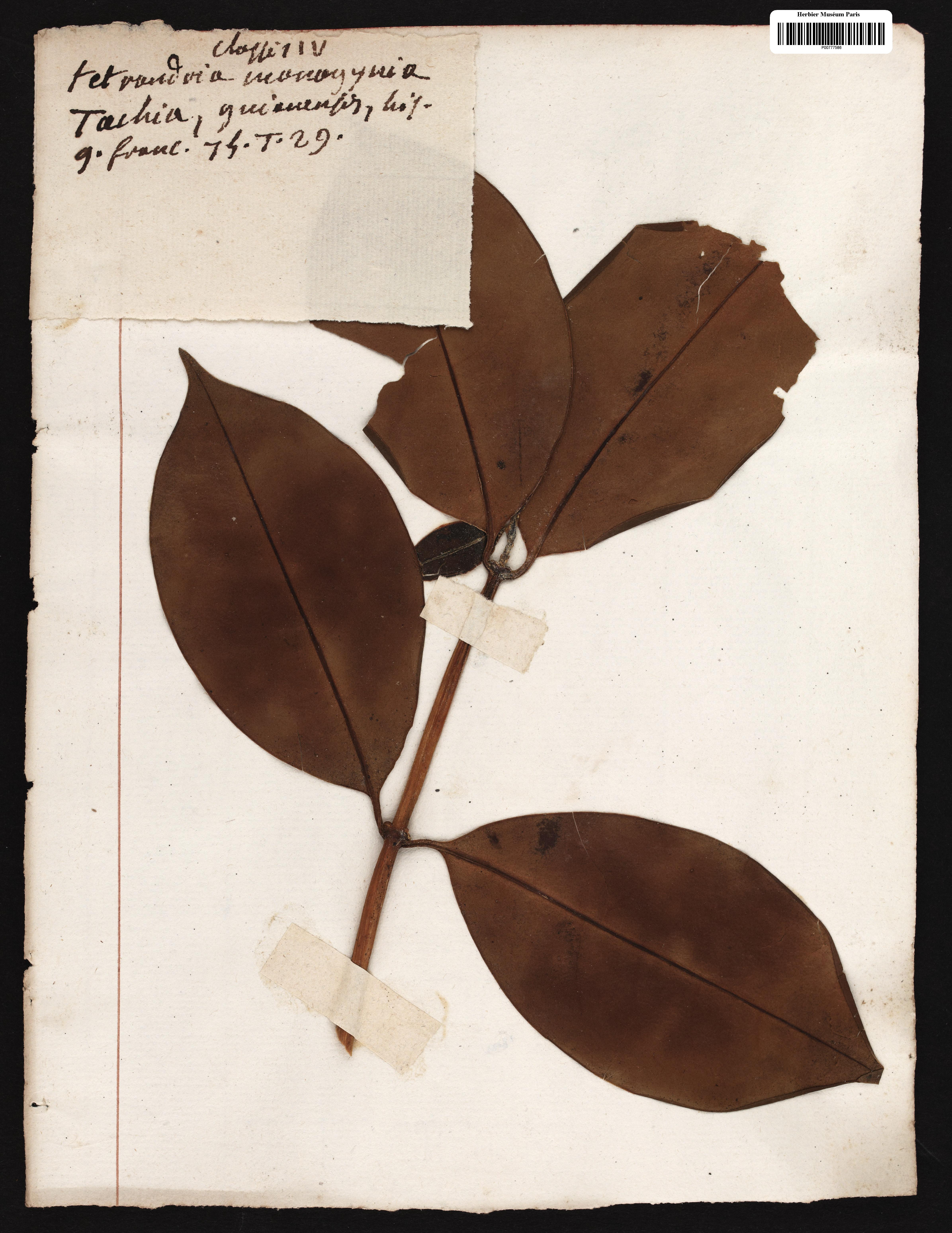
Tachia guianensis" Aubl. - herbario recolectado por Aublet en Guyana, conservado en el MNHN P-P00777586

Véase también la actriz y poeta Tachia Quintanar.
Tachia es un género plantas con flores perteneciente a la familia Gentianaceae.  Comprende 20 especies descritas y de estas, solo 8 aceptadas.  Se distribuye por Mesoamérica, Colombia, Venezuela, Las Guayanas, Ecuador, Perú, Bolivia y  Brasil.

## Descripción
Son arbustos o árboles pequeños, algunas veces de un solo tallo; ramas teretes o cuadrangulares y aladas, frecuentemente huecas, verdes o conspicuamente amarillas. Hojas pecioladas, elípticas a obovadas, coriáceas o cartáceas, las nervaduras pinnadas con muchas nervaduras secundarias rectas o con 1-3 pares de nervaduras secundarias arqueadas basalmente divergentes, la base aguda a atenuada, los márgenes aplanados o recurvados, el ápice frecuentemente acuminado; ócreas (estípulas) interpeciolares presentes. Flores axilares, solitarias o rara vez en pares, (sub)sésiles en un cojinete muy corta en las axilas distales, 5-meras, ligeramente zigomórfas (tubo de la corola, estambres y estilo doblados), erectos a horizontales; brácteas ausentes. Cáliz tubular, amarillo, dividido 1/3-4/5 de su longitud, grueso y coriáceo, persistente o caduco en el fruto, los lobos elípticos a ovados, con un área dorsal glandular, a veces aquillados o alados, generalmente hialina-marginal, el ápice obtuso a agudo; corola tubular a hipocraterimorfa, ligeramente inflada por debajo del ápice, amarilla, color crema, anaranjada, blanca o verdosa, delgada a ligeramente carnosa, caduca o parcialmente persistente, los lobos erectos, patentes, o reflexos, el ápice agudo a apiculado, el botón del ápice de la corola atenuándose; estambres insertados cerca de la base en el tubo de la corola, los filamentos de longitud desigual, algunas veces agudamente doblados en el ápice, las anteras linear-oblongas, recurvas después de la antesis, con apéndices apicales estériles, el polen en mónadas, la exina reticulada o lisa, algunas veces con glóbulos; ovario con un disco glandular en la base, el estilo largo, delgado, caduco, el estigma 2-lamelado, los lobos anchos. Cápsulas elípticas, leñosas, horizontales a erectas, dehiscentes apicalmente, las valvas caducas; semillas globosas, no aladas, las células de la testa papiliformes.

## Taxonomía
El género fue descrito por  Jean Baptiste Christophore Fusée Aublet y publicado en Histoire des Plantes de la Guiane Françoise 1: 75, t. 29. 1775.

## Especies aceptadas
A continuación se brinda un listado de las especies del género Tachia aceptadas hasta abril de 2014, ordenadas alfabéticamente. Para cada una se indica el nombre binomial seguido del autor, abreviado según las convenciones y usos.
- Tachia blancoi Al.Rodr. & J.Sánchez-Gonz.
- Tachia gracilis Benth.
- Tachia grandifolia Maguire & Weaver
- Tachia guianensis Aubl.
- Tachia loretensis Maguire & Weaver
- Tachia occidentalis Maguire & Weaver
- Tachia parviflora Maguire & Weaver
- Tachia schomburgkiana Benth.
- Tachia trigona (Aubl.) Pers.